# Aliens Versus Predator: Extinction
Aliens Versus Predator: Extinction es un videojuego lanzado el año 2003 para la PlayStation 2 y la Xbox.

## Jugabilidad
A diferencia de la mayoría de los juegos de estrategia en tiempo real en Aliens Versus Predator: Extinction el jugador no requiere construir edificios o bases. El juego está centrado específicamente en la gestión de las unidades de combate. Cada raza tiene un método distinto de obtención de nuevas tropas.

### Marine
Para ganar créditos los Colonial Marines deben matar enemigos o reparar procesadores de atmósfera. Estos créditos pueden ser destinados en la mejora de las habilidades de las unidades o en el llamado de nuevas unidades, las cuales llegan desde naves las cuales se detienen en las balizas de aterrizaje más cercanas. Hay distintos tipos de unidades, entre ellas, una unidad de infantería equipada con un rifle de pulso, un soldado con lanzallamas, un smartgunner  entre otras. Los Marines también poseen tres unidades de apoyo, una de curación, un sintético el cual puede desplegar torretas y ubicar unidades fuera de la vista del jugador, gracias a que posee un sensor de movimiento,y la tercera unidad, la commtech, la cual es la unidad básica de apoyo, permite llamar más unidades, además de reparar procesadores de atmósfera, sintéticos, torretas y Exosuits.

### Depredador
Los Depredadores tienen un modelo de consecución de recursos directo, basado en el honor. Cuando un Depredador mata algún enemigo, este puede extraer el cráneo del muerto en honor de la caza. Mientras más honor posea el clan, más Depredadores querrán unirse a él. Se les puede llamar en cualquier momento, llegando a la tierra del planeta simplemente desde el espacio. Las unidades Depredadoras están orientadas al combate, siendo capaces de utilizar distintas habilidades como invisibilidad y auto-curación a costo de puntos de energía, que se recuperan lentamente. La base Depredadora es un santuario mecánico, de movimiento lento, equipada con múltiples láseres poco dañinos. Mientras más depredadores estén cerca del santuario, más rápido estos recuperan sus puntos de energía. Es posible tener múltiples santuarios, pero como su coste de población es muy alto y los Depredadores poseen un bajo límite de población esto no es un escenario muy común.

### Alien
Para que la colmena alien pueda generar nuevas tropas y mejorar las mismas, esta necesita una Reina, la cual puede atacar y generar huevos, de los cuales salen los facehuggers (Abrazacaras en español) los cuales se adhieren a otras criaturas, impregnándoles un huevo que a la larga se convertirá en un alien completamente desarrollado. 
Hay dos tipos de facehuggers que son los pura sangre y los híbridos. Del primer grupo sea cual sea el ser que impregne solo saldrá un pretoriano, el cual puede evolucionar en una Reina ante la ausencia de esta. Si el pretoriano es mejorado, también puede evolucionar en los llamados Ravager y Carrier. El primero es la especie más fuerte y resistente de la colmena, útil contra unidades mecánicas, pero no muy eficiente con las demás unidades ya que al matarlas estas quedan inutilizables para usarlas con una facehugger. Mientras  que la segunda no es muy resistente, pero permite llevar varias facehuggers en su espalda, ayudando al Abrazacaras a impregnar enemigos. El segundo tipo de Abrazacaras es el común y silvestre y de este puede salir cualquier tipo de alien, dependiendo del ser que impregne, un zángano si impregna un oswoc, un guerrero si impregna un ser-humano, un alien corredor si impregna un kurn o un krillitic y un Predalien si el facehugger impregna a un depredador.

## Diferencias entre PS2 y Xbox
La versión de Xbox posee una mayor cantidad de fotogramas y menos Aliasing.

## Recepción
El juego recibió en general críticas mixtas. Gamespot escribió "Extinction hace un buen trabajo de transformación de Aliens versus Predator para un RTS, pero podría haberse beneficiado con algunos meses más de desarrollo". Finalmente lo calificó con un 7.2/10. En tanto el sitio IGN le dio un 6.1 de 10, criticando principalmente la poca IA de las tropas, la calidad de la animación, lo básicos y poco coloridos que eran los ambientes del juego diciendo que estos no variaban más allá de cuatro colores primarios (gris, verde, marrón y azul) y lo difícil que era generar tropas en la campaña alien.